# Devica
Devica (serb. Девицa) – góra we wschodniej Serbii, niedaleko miejscowości Sokobanja. Jej najwyższy szczyt – Čapljinac (nazywany także Manjin Kamen) ma wysokość 1187 m. Na północ od góry znajduje się rzeka Moravica, a na południe wieś Labukovo.

## Przypisy

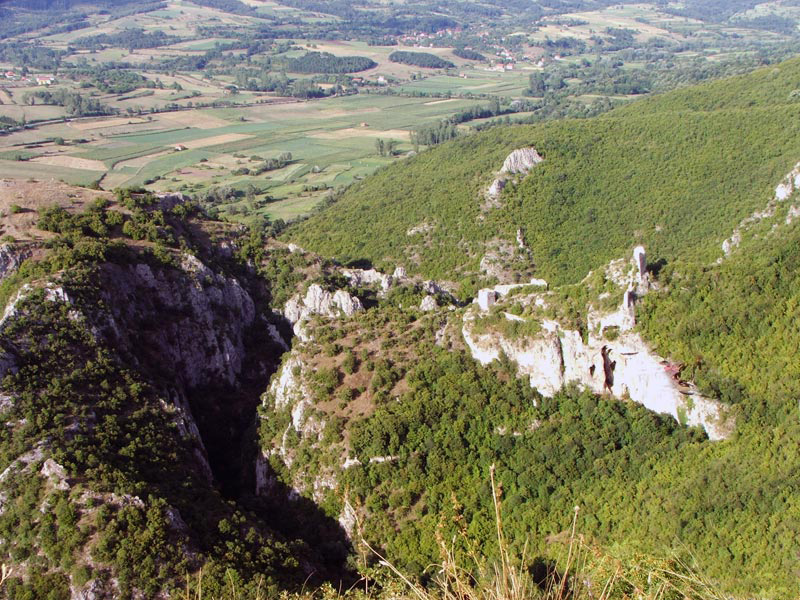
Ruiny zamku Soko